# (100510) 1997 AO18
(100510) 1997 AO18 es un asteroide perteneciente al cinturón de asteroides, descubierto el 15 de enero de 1997 por el equipo del Observatorio Astronómico de Farra d'Isonzo desde el Observatorio Astronómico de Farra d'Isonzo, Farra d'Isonzo, Italia.

## Designación y nombre
Designado provisionalmente como 1997 AO18.

## Características orbitales
1997 AO18 está situado a una distancia media del Sol de 2,262 ua, pudiendo alejarse hasta 2,471 ua y acercarse hasta 2,053 ua. Su excentricidad es 0,092 y la inclinación orbital 6,088 grados. Emplea 1242,89 días en completar una órbita alrededor del Sol.

## Características físicas
La magnitud absoluta de 1997 AO18 es 16,2.